# Transidentité aux Tuvalu
La transidentité aux Tuvalu s’inscrit dans un contexte culturel, historique et social singulier propre à cet État insulaire polynésien du Pacifique. Si les Tuvalu restent aujourd’hui fortement imprégnés de traditions chrétiennes conservatrices, des expressions de genre non conformes au modèle binaire ont toujours existé dans la culture locale. L'existence de figures traditionnellement associées à des rôles de genre alternatifs, telles que les pinapinaaine, témoigne de la complexité et de l’ancienneté des perceptions de la diversité de genre dans cet archipel.

## Contexte culturel et historique

### Les pinapinaaine
Le terme pinapinaaine (parfois abrégé en pina ou pina pina) désigne aux Tuvalu des personnes assignées hommes à la naissance mais qui adoptent des rôles et des comportements traditionnellement associés aux femmes. Il ne s'agit pas d'une identification moderne au sens occidental de la transidentité, mais plutôt d’un rôle culturellement reconnu. Ces personnes sont souvent impliquées dans des tâches domestiques, des activités artistiques comme la danse (le groupe des Pussy Cats), et les chants traditionnels (fatele), et jouent un rôle social distinct dans la communauté.

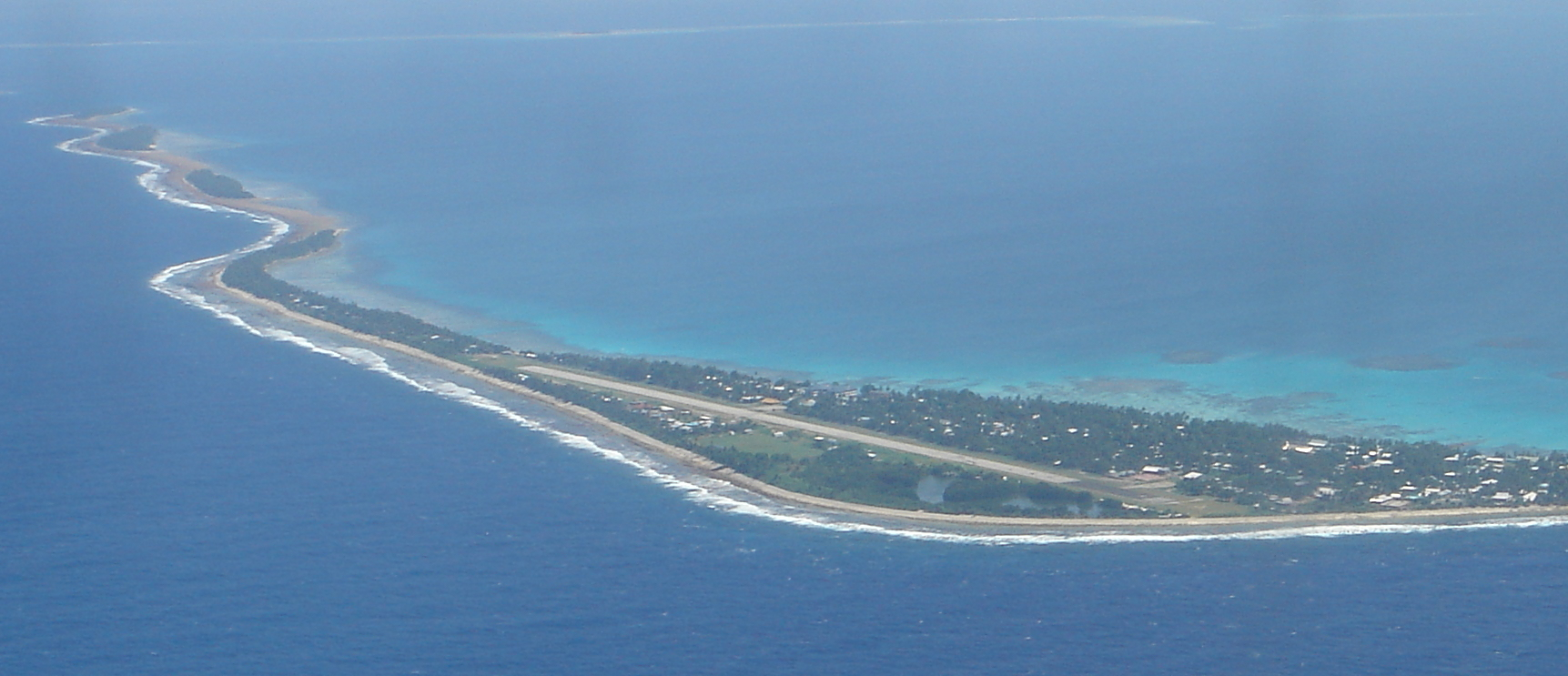
L'atoll de la capitale des Tuvalu, Funafuti, où se rencontrent la communauté transgenre du pays insulaire.

Les pinapinaaine étaient historiquement acceptées dans la structure sociale tuvaluane, en particulier dans les îles les plus isolées, où leur contribution était perçue comme bénéfique à la collectivité. Leur statut ne découlait pas d’une revendication identitaire individuelle, mais d’un rôle attribué dans le cadre des besoins sociaux et familiaux. Ils seraient actuellement entre une vingtaine et une quarantaine de pinapinaaine (et de transgenres en général) dans toutes les îles tuvaluanes, mais principalement à Funafuti, la capitale,, où les transgenres migrent pour s'organiser en groupes,.

### Influence des missions chrétiennes
L’arrivée des missions chrétiennes aux Tuvalu, au XIXe siècle, a profondément transformé les conceptions locales du genre. Les missionnaires protestants ont imposé une vision binaire et stricte, rejetant les rôles de genre alternatifs comme celui des pinapinaaine. Jadis intégrées dans la société tuvaluane, ces figures ont été marginalisées, considérées comme déviantes au regard de la morale chrétienne.
L’Église des Tuvalu (Ekalesia Kelisiano Tuvalu), héritière de cette tradition missionnaire, reste aujourd’hui très influente et continue de promouvoir des normes conservatrices. Les personnes transgenres ou de genre non conforme doivent souvent dissimuler leur identité, bien que certaines expressions restent tolérées dans des contextes festifs ou familiaux. Malgré cette pression religieuse, des formes de reconnaissance discrètes et des résistances culturelles subsistent, témoignant d’une mémoire locale qui n’a jamais entièrement effacé la diversité de genre traditionnelle. 97% de la population des Tuvalus appartient à cette Église.

## Perceptions contemporaines
Aux Tuvalu, la perception contemporaine de la transidentité reste marquée par des tensions entre traditions culturelles, influence religieuse et ouverture progressive au monde extérieur. Les personnes transgenres, ou identifiées localement comme pinapinaaine, sont souvent contraintes à la discrétion, en raison d’une forte pression sociale et morale exercée par la communauté et l’Église.
Si certaines pinapinaaine continuent d’être tolérées dans des rôles domestiques ou culturels, cette acceptation reste conditionnelle et ne signifie pas une reconnaissance véritable de leur identité de genre. Toute expression publique d’une transidentité est susceptible d’être stigmatisée, bien que rarement de façon violente,. L’absence de cadre légal protecteur renforce cette invisibilité,,.
Les jeunes générations, exposées à d’autres réalités grâce à Internet et aux mobilités régionales, peuvent découvrir des modèles transgenres venus d’ailleurs, mais ces influences peinent à s’imposer dans un environnement local conservateur. En 2025, il n’existe pas aux Tuvalu de représentation politique ou associative (si ce n'est la Pina Association, mais qui ne défend par la communauté trans mais seulement les pinas) des personnes transgenres, ni de mouvement pour la défense de leurs droits si ce n'est un groupe de jeunes danseurs pinapinaaine à Funafuti.

## Reconnaissance et droits
La reconnaissance juridique et les droits des personnes transgenres aux Tuvalu restent extrêmement limités, en l’absence de lois spécifiques encadrant l’identité de genre ou protégeant les minorités sexuelles et de genre contre la discrimination,,,,. Le système juridique tuvaluan repose en grande partie sur une combinaison du droit coutumier (te tulaga faka-Tuvalu), de la common law britannique et de textes adoptés depuis l’indépendance en 1978. Ce cadre ne prévoit aucune disposition explicite concernant l’identité de genre,.

### État civil et changement d'identité
Aux Tuvalu, l’état civil ne permet pas le changement de la mention de genre sur les documents officiels, tels que les certificats de naissance, les cartes d’identité ou les passeports. Aucune procédure administrative ou judiciaire n’est prévue pour les personnes souhaitant faire reconnaître leur identité de genre choisie. Cette absence de reconnaissance juridique rend particulièrement difficile l’exercice de droits fondamentaux dans la vie quotidienne : accès à l’emploi, à l’éducation, à la santé, ou à la mobilité à l’international, notamment lorsqu’une apparence de genre ne correspond pas à l'identité légale.

L'isolement géographique des Tuvalu, dans le cercle vert sur l'image.

De plus, l’absence de cadres institutionnels adaptés (personnel médical formé, prise en charge psychologique, accès aux traitements hormonaux ou chirurgicaux) rend les parcours de transition extrêmement complexes, voire impossibles, sur le territoire national. Les personnes transgenres souhaitant entamer une transition médicale doivent en général se rendre à l’étranger, ce qui est rarement accessible en raison du coût et de l’isolement géographique du pays.

### Protection contre la discrimination
Le droit tuvaluan ne reconnaît pas les discriminations fondées sur l’identité de genre ou l’orientation sexuelle. Aucune législation antidiscrimination spécifique n’a été adoptée à ce jour. Les personnes transgenres n'ont donc pas de recours légal clair en cas de harcèlement, d’exclusion sociale, de rejet scolaire ou d’inégalités dans l’accès aux services publics,,,,.
Par ailleurs, bien que l’homosexualité masculine soit techniquement criminalisée par certaines lois coloniales encore en vigueur, ces dispositions sont aujourd’hui considérées comme obsolètes et ne sont plus appliquées en pratique, ; la plupart des relations homosexuelles se faisant entre pinapinaaine et non entre un pinapinaaine et un autre homme ne faisant pas partie de la communauté transgenre. Cependant, leur maintien dans les textes législatifs entretient un climat juridique incertain pour les personnes LGBTQIA+, y compris transgenres,.

### Engagements internationaux
En 2011, les Tuvalu ont signé la Déclaration conjointe des Nations unies sur la fin des actes de violence et des violations des droits humains fondés sur l’orientation sexuelle et l’identité de genre, un texte non contraignant soutenu par plusieurs États membres de l’ONU. Cet engagement symbolique marque une reconnaissance minimale des droits humains des personnes LGBTQIA+, mais n’a, jusqu’à présent, donné lieu à aucune réforme législative ou politique publique concrète à l’échelle nationale,.
Par ailleurs, en tant que membre du Commonwealth, les Tuvalu sont soumis à des obligations générales en matière de droits humains, bien qu’aucune contrainte explicite ne les oblige à modifier leur législation nationale en ce domaine.

### Rôle de la société civile et des institutions régionales
Il n’existe pas aux Tuvalu d’organisation LGBTQIA+ locale structurée. La société civile reste faiblement développée sur ces questions, en partie à cause de la petite taille du pays, du poids des traditions, et du rôle central de l’Église. Toutefois, certaines initiatives régionales, notamment portées par des ONG basées aux Fidji, aux Samoa ou en Nouvelle-Zélande, ont entrepris de sensibiliser les populations du Pacifique sur les enjeux liés à la diversité de genre.
Ces actions se heurtent souvent à des résistances culturelles et religieuses, mais contribuent peu à peu à ouvrir des espaces de dialogue, en particulier auprès de la jeunesse ou des Tuvaluans vivant dans la diaspora.

## Visibilité et représentations
Aux Tuvalu, la visibilité des personnes transgenres reste faible, bien que certaines formes d'expression de genre non conforme persistent dans la culture locale. Les pinapinaaine peuvent encore apparaître dans des contextes festifs, notamment à travers la danse ou l’humour. Toutefois, cette présence est souvent perçue comme folklorique ou divertissante, sans réelle reconnaissance de leur identité.
Les médias locaux, fortement influencés par les normes religieuses, n’abordent pratiquement jamais la question du genre, ce qui contribue à l’invisibilité des personnes trans dans la sphère publique. En revanche, les réseaux sociaux et la diaspora offrent de nouveaux espaces d’expression, en particulier pour les jeunes Tuvaluans, qui peuvent y explorer et affirmer leur identité.
Malgré cette visibilité ponctuelle ou numérique, les personnes trans restent marginalisées dans la vie quotidienne, naviguant entre tolérance conditionnelle et pression sociale. L’absence de représentation dans les institutions ou les discours officiels renforce leur isolement.

### Perspective régionale
Dans le contexte du Pacifique, les Tuvalu partagent avec d’autres sociétés océaniennes une tradition d’identités de genre non conformes, comme les pinapinaaine, comparables aux fa’afafine aux Samoa ou aux fakaleiti aux Tonga. Ces figures étaient historiquement intégrées dans la vie sociale, mais ont été marginalisées sous l’influence des missions chrétiennes.
Aujourd’hui, la reconnaissance des personnes transgenres varie selon les pays de la région. Aux Samoa ou aux Tonga, une certaine visibilité existe, parfois accompagnée d’actions militantes. Aux Tuvalu, en revanche, l’acceptation reste limitée, avec peu de représentation publique et aucun cadre juridique protecteur.
Des organisations régionales comme le Pacific Sexual and Gender Diversity Network soutiennent les droits LGBTQIA+ dans le Pacifique, mais la participation tuvaluane reste faible. En revanche, la diaspora, notamment en Nouvelle-Zélande ou aux Fidji, joue un rôle important en diffusant des discours plus ouverts sur le genre et en offrant des modèles de visibilité pour les jeunes Tuvaluans.